# Рецепт (альбом)
«Рецепт» — первый альбом украинской группы «Крихітка» — публикация в интернете для скачивания (без поддержки лейбла), состоялась 27 декабря 2009 года в интернете; цену определяют сами покупатели:

Для нас это очень долгожданное событие, эта пластинка — результат работы прекрасной команды, и мы им гордимся. Мы за свободное скачивание: альбом был записан на средства, взятые в телевизионном инвестиционном шоу, независимо от лейблов, поэтому группа будет распоряжаться им по своему усмотрению
— Афиша
Релиз на CD состоялся 30 декабря 2009 года.
Альбом был записан на Sugar Studio, принадлежащей Esthetic Education. Esthetic Education являются также продюсерами диска. Обложку альбома разработал американский художник чилийского происхождения Риккардо Вильявисенсио.
Сама группа называет альбом дебютным, так как это новый проект участников группы «Крихітка Цахес», которая прекратила существование в 2007 году после смерти гитариста Михаила Гичана.

## Участники записи
- Каша Сальцова (Александра Кольцова) — вокал, тексты
- Николай Матковский — гитара
- Александр Зленко — барабаны

## Список композиций
| №                   | Название                         | Длительность |
| ------------------- | -------------------------------- | ------------ |
| 1.                  | «Рецепт»                         | 4:01         |
| 2.                  | «Авто»                           | 3:49         |
| 3.                  | «Пульт» (feat. Louis Franck)     | 4:21         |
| 4.                  | «Екземпляр»                      | 3:39         |
| 5.                  | «ВМНК» (бордель & бардак версія) | 3:23         |
| 6.                  | «Плюс один»                      | 3:53         |
| 7.                  | «Бай»                            | 4:08         |
| 8.                  | «Щось на зразок»                 | 4:27         |
| 9.                  | «Хочу почути»                    | 3:58         |
| 10.                 | «Ало-Але»                        | 3:41         |
| 11.                 | «Спорт»                          | 3:41         |
| 12.                 | «В епіцентрі»                    | 4:32         |
| 13.                 | «Все, що тобі потрібно»          | 4:08         |
| Общая длительность: | Общая длительность:              | 1:07:23      |